# تيم كونولي
تيم كونولي (بالإنجليزية: Tim Connolly)‏ هو لاعب هوكي الجليد أمريكي، ولد في 7 مايو 1981 في سيراكيوز في الولايات المتحدة.

## وصلات خارجية
- تيم كونولي على موقع دوري الهوكي الوطني (الإنجليزية)
- تيم كونولي على موقع EliteProspects.com (الإنجليزية)
- تيم كونولي على موقع Eurohockey.com (الإنجليزية)
- تيم كونولي على موقع HockeyDB.com (الإنجليزية)
- تيم كونولي على موقع Hockey-Reference.com (الإنجليزية)